# XIV обикновено народно събрание
Четиринадесетото обикновено народно събрание (XIV ОНС) е народно събрание на Княжество България (до 22 септември 1908, след това Царство България), заседавало между 15 юни 1908 и 15 февруари 1911 в сградата на Народното събрание в София, брой народни представители – 203.

## Избори
Редовните избори за XIV ОНС са насрочени с указ на княз Фердинанд I № 200 от 17 април 1908 и се провеждат на 25 май същата година. Провеждат се и два допълнителни избори, първите – на 12 април 1909, вторите – на 11 юли 1910 г.
Редовните и първите допълнителни избори се произвеждат по избирателния закон, приет от XIII ОНС и утвърден с княжески указ № 464 от 13 декември 1906 г. Вторите допълнителни избори се произвеждат по избирателния закон, приет от XIV ОНС и утвърден с княжески указ № 190 от 31 март 1910 г.
Според таблицата за числото на представителите, които предстои да се изберат, утвърдена с княжески указ № 146 от 10 март 1908 г., броят на депутатите в XIV ОНС е определен на 203.
- Първите допълнителни избори на 12 април 1909 г. се провеждат, за да се попълнят 32 мандата, от които 31 останали свободни вследствие отказване поради избиране на едно и също лице в повече от една избирателна околия и 1 мандат останал свободен поради смърт (Мехмед Ефенди Кесим Зааде умира преди откриването на 1-ва редовна сесия).
- Вторите допълнителни избори на 11 юли 1910 г. се произвеждат, за да се попълнят 6 свободни мандата, от които 4 касирани (3 на БЗНС и 1 на Демократическата партия), 1 останал свободен поради подаване на оставка (Христо Танчев) и 1 останал свободен поради смърт (Минчо Т. Кънчев умира по време 2-ра редовна сесия).

### Избирателни околии
Разпределението на административните околии на избирателни околии и избирателни секции за изборите за XIV ОНС става със закон, приет от XIII ОНС в неговата 4-та редовна сесия и утвърден с княжески указ № 80 от 4 март 1907 г. Според него от съществуващите 71 административни околии се образуват 89 избирателни, които на свой ред се разделят на 399 избирателни секции.

### Резултати
Изборите за XIV ОНС са спечелени от Демократическата партия със 166 места.
Избирателна активност – 50,2%.

## Сесии
- I извънредна (15 юни – 12 юли 1908)
- I редовна (15 октомври 1908 – 31 януари 1909)
- II редовна (15 октомври 1909 – 28 февруари 1910)
- III редовна (15 октомври 1910 – 15 февруари 1911)

## Бюро

### Председатели
- Христо Славейков (15 юни 1908 – 15 септември 1910)
- д-р Петър Ораховац (15 октомври 1910 – 15 февруари 1911)

### Подпредседатели
- Никола Гимиджийски
- Никола Кънев